# Vestnik Evropy

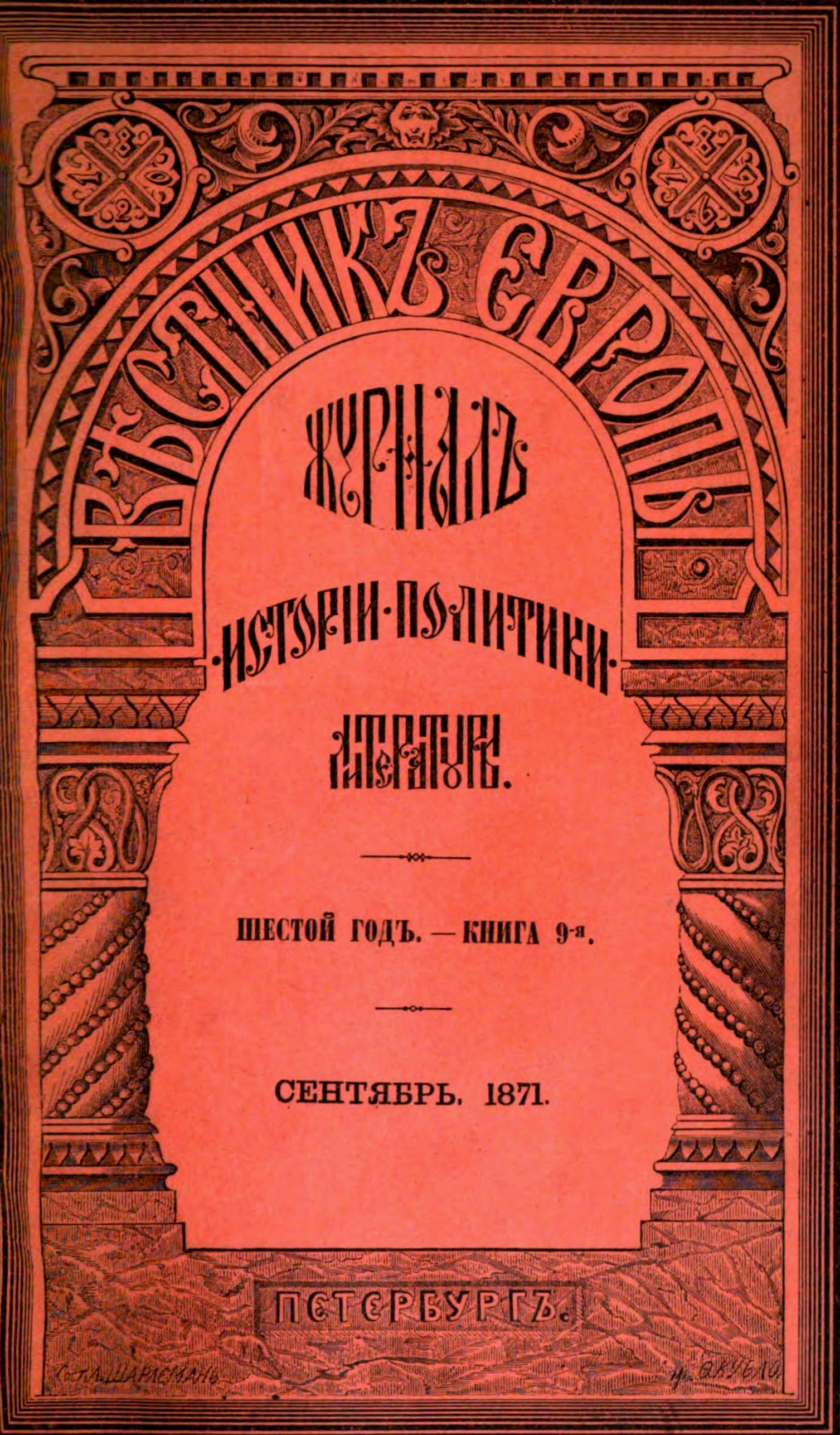
Vestnik Evropy, copertina di un numero del 1871

Vestnik Evropy (traslitterazione del cirillico Вѣстникъ Европы; in lingua italiana: L'Araldo d'Europa o Il messaggero d'Europa) è il nome di due riviste politiche e culturali russe. La più nota è stata un periodico mensile, di indirizzo liberale, pubblicato a San Pietroburgo (Impero russo) fra il 1866 e il 1918.

## Storia

### Vestnik Evropy (1802-1830)
Un'altra rivista politica e culturale intitolata Вѣстникъ Европы, (Vestnik Evropy), fu fondata a Mosca nel 1802 dallo storiografo e letterato russo Nikolaj Karamzin; di tendenza conservatrice, Vestnik Evropy cessò le pubblicazioni nel 1830.

### Vestnik Evropy (1866-1918)
L'altra rivista intitolata Vestnik Evropy—anch'essa politica e culturale con carattere prevalentemente storiografico e letterario, ma pubblicata a San Pietroburgo e con indirizzo liberale—fu fondata nel marzo 1866 da Miсhail Stasjulevič, un ex professore di storia che ne fu l'editore e direttore fino al 1909. La periodicità fu dapprima trimestrale, ma dal 1868 divenne mensile. La redazione si trovava nell'abitazione di Stasjulevič al numero 20 della via Galernaja di San Pietroburgo; la redazione si riuniva di solito ogni mercoledì; nel 1910, dopo il pensionamento di Stasjulevič, la direzione fu assunta da Maksim Kovalevskij (redattore Konstantin Arsen'ev) e la sede spostata al numero 37 della via Mochovaja. Nel 1917 divenne direttore Dmitrij Ovsjaniko-Kulikovskij.
La rivista sostenne la Zemstvo e le grandi riforme di Alessandro II (abolizione della servitù della gleba, riforme nell'amministrazione, nella scuola e nella cultura). Nel periodo fra gli anni 70 e gli anni 80 dell'Ottocento, la rivista si pose in una linea equidistante fra il riformismo moderato e il socialismo rivoluzionario. Nel 1880 abbandonò tuttavia il socialismo a favore del liberalismo anche in campo economico. Secondo Effie Ambler, tuttavia, «il giornale ha mantenuto sempre un carattere serio, professorale, evitando, per esempio, anche nelle polemiche più accese, le invettive o il sarcasmo nei confronti degli avversari».
Tra i suoi collaboratori nel corso degli anni si possono ricordare gli scienziati Kliment Timirjazev, Ivan Sečenov, Sergej Navašin e Il'ja Mečnikov; gli storici Sergej Solov'ëv, Konstantin Kavelin, e Faddej Zelinskij; gli studiosi di letteratura Aleksandr Veselovskij e Aleksandr Pypin; e gli scrittori Ivan Turgenev, Ivan Gončarov, Aleksandr Ostrovskij, Grigorij Danilevskij, e Dmitrij Solov'ëv. Dopo la rivoluzione russa del 1905, molti dei suoi collaboratori aderirono al Partito Costituzionale Democratico, circostanza che allargò il solco con i movimenti radicali; pertanto nel 1918 la rivista fu soppressa dalle autorità sovietiche (l'ultimo numero fu quello di marzo 1918).